# Kulturkulör för linoljefärg

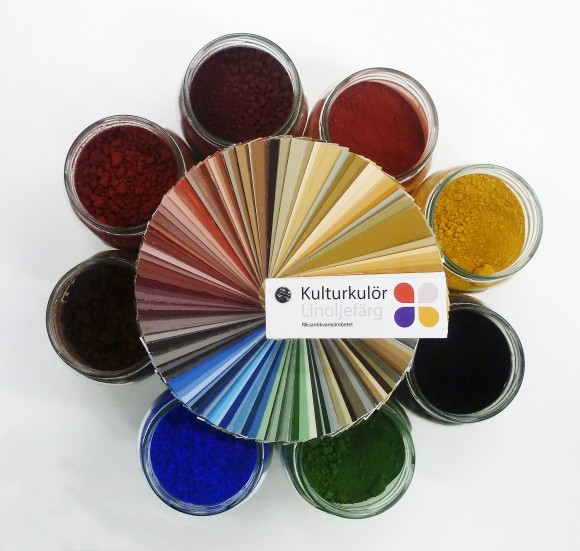
Kulturkulör för linoljefärg

Kulturkulör för linoljefärg är ett färgsystem framtaget av Riksantikvarieämbetet i samarbete med NCS Colour AB. Syftet är att visa på de möjliga färgskalor man kan åstadkomma genom att blanda traditionella pigment i linoljefärg. Färgkartan visar historiska pigment i över 300 kulörer och vänder sig både till yrkesverksamma såväl som till privatpersoner som vill blanda själv. Kulturkulör för linoljefärg kan bland annat användas som en guide till historisk färgsättning och traditionella pigment, till recept för färgblandning och som en nyckel mellan traditionella recept och motsvarande NCS-beteckningar. 

## Att bevara historiska färgsättningar
Linoljefärg har använts vid utvändig målning sedan 1700-talet, och linoljefärgs målade fasader är dominerande på trähus från 1800-talet och in på mitten av 1900-talet. De färgpigment som då användes har präglat den utvändiga färgsättningen under århundraden och gett upphov till en rad typiska färgskalor som man idag kan känna igen på historiska byggnader. Genom färgindustrins utveckling under de senaste decennierna har nya målningsmaterial och pigment tagits fram och successivt kommit att ersätta de gamla. Kulturkulör för linoljefärg har tagits fram för att bevara och presentera kunskaperna om äldre tiders färgsättningstraditioner på ett lättillgängligt och användbart sätt. De traditionella färgskalorna är en del av vår historia och kunskap om dessa kan bidra med inspiration vid färgsättning av både gamla och nya hus.